# José Canalejas (acteur)

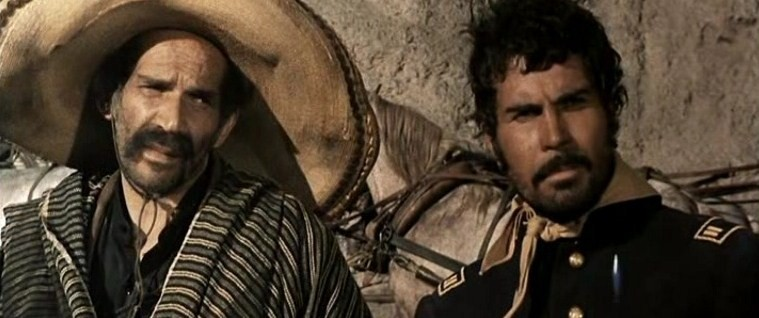
José Manuel Martín (à gauche), avec sa co-star José Canalejas, dans le film de Tonino Valerii Lanky, l'homme à la carabine (1966)

José Álvarez Canalejas, né à Madrid le 14 février 1925, décédé dans la même ville le 1er mai 2015, est un acteur et réalisateur espagnol de cinéma, frère de l'actrice Lina Canalejas. Il s'est parfois fait appeler Pepe Canalejas.

## Biographie
José Álvarez Canalejas est fils du violoniste Manuel Álvarez Trigo, petit-fils du pianiste et compositeur Arturo Canalejas.
Il a souvent été acteur de second plan dans de nombreux westerns spaghetti des années 1960 et 1970, par exemple dans Pour une poignée de dollars, Et pour quelques dollars de plus, Les Tueurs de l'Ouest...
Dans les années 1970, il aussi réalisé deux films : El último proceso en París et El in... moral.
Il a pris sa retraite du monde du cinéma en 1997.

## Filmographie partielle
- 1960 : Opération Lèvres Rouges (Labios rojos) de Jesús Franco : le pianiste
- 1963 : Pour un whisky de plus (Cavalca e uccidi) de José Luis Borau et Mario Caiano : Chirlo
- 1965 : Et pour quelques dollars de plus (Per qualche dollaro in più) de Sergio Leone : Chico, membre de la bande de l'Indien (non crédité)
- 1965 : Quatre Hommes à abattre (I quattro inesorabili) de Primo Zeglio : Rex Calhoun
- 1966 : Les Dollars du Nebraska (Ringo del Nebraska) d'Antonio Román et Mario Bava : Elmer Dowson
- 1966 : Lanky, l'homme à la carabine (Per il gusto di uccidere) de Tonino Valerii : Peter
- 1966 : Sugar Colt de Franco Giraldi : assassin de Pinkerton
- 1967 : Les Cruels (I crudeli) de Sergio Corbucci : un bandit mexicain
- 1967 : Les Tueurs de l'Ouest (El precio de un hombre) d'Eugenio Martín : Juan Valdez
- 1967 : L'Homme qui a tué Billy le Kid (El hombre que mató a Billy el Niño) de Julio Buchs : homme de main de Travis
- 1968 : El mercenario (Il mercenario), de Sergio Corbucci : Sebastian
- 1968 : Clayton l'Implacable (Lo voglio morto) de Paolo Bianchini: complice de Jack
- 1968 : Adios Caballero (Uno dopo l'altro) de Nick Nostro : Frank
- 1969 : Texas (Il prezzo del potere) de Tonino Valerii : adjoint (non crédité)
- 1969 : La Chevauchée vers l'Ouest (Vivi o preferibilmente morti) de Duccio Tessari : un cow boy sur le train (non crédité)
- 1970 : Le Colt du révérend (Reverendo Colt) de León Klimovsky : Martin
- 1970 : Compañeros (Vamos a matar, compañeros) de Sergio Corbucci : acolyte de Mongo
- 1970 : Adios Sabata (Indio Black, sai che ti dico: Sei un gran figlio di...) de Gianfranco Parolini : spectateur du duel
- 1970 : Arriva Sabata... (Arriva Sabata!) de Tulio Demicheli : Chaco
- 1971 : Ça va chauffer, Sartana revient ! (Su le mani, cadavere! Sei in arresto) de León Klimovsky : Angel, acolyte de Grayton en noir
- 1971 : Prince noir (Black Beauty) de James Hill : sergent
- 1972 : Terreur dans le Shanghaï-Express (Pánico en el Transiberiano) d'Eugenio Martín : garde russe
- 1972 : Far West Story (La banda J. & S. - Cronaca criminale del Far West) de Sergio Corbucci : acolyte de Don García (non crédité)
- 1972 : La casa de las Chivas de León Klimovsky : Guzmán
- 1972 : Mais qu'est-ce que je viens foutre au milieu de cette révolution ? (Che c'entriamo noi con la rivoluzione?) de Sergio Corbucci : un révolutionnaire
- 1973 : Le Retour des morts-vivants (El ataque de los muertos sin ojos) d'Amando de Ossorio: Murdo
- 1973 : Les Colts au soleil (Un hombre ilamado Noon) de Peter Collinson : Cherry
- 1973 : Les rangers défient les karatékas (Tutti per uno… botte per tutti) de Bruno Corbucci : Mendoza
- 1973 : ...e così divennero i 3 supermen del West d'Italo Martinenghi : Buffalo Bill
- 1973 : Ricco de Tulio Demicheli
- 1974 : Une libellule pour chaque mort (Una libélula para cada muerto) de León Klimovsky : Ruggero
- 1974 : Dieci bianchi uccisi da un piccolo indiano de Gianfranco Baldanello (non crédité)
- 1974 : La dynamite est bonne à boire d'Aldo Sambrell : lieutenant
- 1975 : Si quieres vivir... dispara de Javier Elorrieta : Tex
- 1975 : Docteur Justice de Christian-Jacque : Khalid
- 1976 : El segundo poder de José María Forqué : fray Villavicencio
- 1976 : Le due orfanelle de Leopoldo Savona
- 1976 : La espada negra de Francisco Rovira Beleta
- 1976 : Ambiciosa de Pedro Lazaga
- 1977 : Die Standarte d'Ottokar Runze : soldat à cheval
- 1978 : Der Tiefstapler de Karl-Heinz Bieber, Michael Krohne et Peter W. Rosenthal : président Cusano
- 1979 : L'Étrange Monsieur Duvallier, série télévisée, épisode 1.2 Karaté-Caramel : le chef de cabinet
- 1979 : La barraca, série télévisée, les 9 épisodes
- 1980 : L'Avion de l'apocalypse (Incubo sulla città contaminata) d'Umberto Lenzi : Professeur Angherback (non crédité)
- 1981 : Duelo a muerte de Rafael Romero Marchent
- 1981 : IOB Spezialauftrag, série télévisée, deux épisodes 2.10 Das Atoll et 2.12 der zweite Mann : Docteur Ernst Benthin
- 1982 : Tac-tac de Luis Alcoriza : ami de Àngel
- 1983 : La desconocida de José Andrés Alcalde : Docteur Salas
- 1983 : Sonatas, mini-série télévisée, deux derniers épisodes
- 1984 : Teresa de Jesús, série télévisée, épisode 1.5 Fundaciones
- 1985 : Padre nuestro de Francisco Regueiro : un garde civil
- 1985 : Hydra, le monstre des profondeurs (Serpiente de mar) d'Amando de Ossorio
- 1985 : Bad Medicine de Harvey Miller : Professeur Hugo
- 1986 : Le Temps du silence (Tiempo de silencio) de Vicente Aranda : Criado
- 1987 : Bianco Apache de Claudio Fragasso et Bruno Mattei : White Bear
- 1987 : Scalps de Bruno Mattei et Claudio Fragasso : chef Black Eagle
- 1989 : L'Homme au complet marron (The Man in the Brown Suit) téléfilm d'Alan Grint : un Arabe
- 1989 : El mundo de Juan Lobón, mini-série télévisée, les 3 dernières parties : Felipe
- 1990 : Los jinetes del alba, série télévisée, les 5 épisodes
- 1997 : Niño nadie de José Luis Borau : Míster